# Friedrich von Matthisson
Friedrich von Matthisson (Hohendodeleben, prop de Magdebourg, 23 de gener de 1761 — † Wörlitz, prop de Dessau-Roßlau, 12 de març de 1831) fou un poeta alemany.
Fils del pastor protestant del seu poble, va estudiar teologia, filologia i literatura a la Universitat de Halle i hi va ser nomenat professor al seminari Philanthropique (Philanthropinum) de Dessau l'any 1781. Va marxar cap a Suïssa l'any 1784 i va viure dos anys a casa del seu amic Charles Victor de Bonstetten a Nyon, a la vora del Llac Léman. Lector per a la princesa Louise de Anhalt l'any 1794, va passar al servei del rei de Wurtemberg l'any 1812, va ser ennoblit i nomenat intendent del teatre de la Cort i bibliotecari en cap de la Biblioteca Reial de Stuttgart. Es va retirar l'any 1828 a Wörlitz on va morir l'any 1831.
Matthisson va aconseguir ja en vida un cert èxit sobretot gràcies al recull de poemes Gedichte (1787) que Schiller va lloar per la seva dolçor malenconiosa i la bellesa de les seves descripcions. Beethoven (Adélaïde, opus 46, 1796) i Schubert van posar música a diverses dels seus poemes. Les seves memòries (Erinnerungen, 1810 - 1816) ofereixen informació interessant sobre els seus viatges.
Entre les seves obres més conegudes:
- Gedichte, Breslau, 1787
- Schriften, Zúric, 1825-29, 8 volums
- Erinnerungen, Zuric 1810-16, 5 volums